# Zyon Pullin
Zyon Pullin (Pleasant Hill, 3 marzo 2001) è un cestista statunitense di ruolo playmaker.

## Biografia
Pullin è nato e cresciuto a Pleasant Hill, in California, dove ha frequentato la College Park High School.

## Carriera
Sceglie il college di UC Riverside, ottenendo una media di 18,3 punti, 4,4 rimbalzi e 4,2 assist a partita durante il suo anno da senior. Si trasferisce nel 2023 all'Università della Florida. Nella sua unica stagione con i Gators, ha una media di 15,5 punti e 4,9 assist a partita.
Rimasto undrafted al draft NBA 2024, Pullin si unisce agli Sioux Falls Skyforce.
Nel gennaio del 2025, firma un two-way contract con i Memphis Grizzlies.

## Statistiche

### College
| Anno      | Squadra         | PG  | PT  | MP   | TC%  | 3P%  | TL%  | RP  | AP  | PRP | SP  | PP   |
| --------- | --------------- | --- | --- | ---- | ---- | ---- | ---- | --- | --- | --- | --- | ---- |
| 2019-2020 | UCR Highlanders | 31  | 0   | 17,6 | 35,5 | 28,6 | 65,9 | 2,1 | 1,8 | 0,3 | 0,1 | 4,1  |
| 2020-2021 | UCR Highlanders | 22  | 22  | 31,4 | 47,9 | 39,6 | 80,0 | 4,9 | 4,5 | 0,7 | 0,0 | 12,1 |
| 2021-2022 | UCR Highlanders | 27  | 26  | 34,7 | 47,3 | 31,1 | 76,7 | 5,6 | 4,3 | 0,8 | 0,0 | 14,3 |
| 2022-2023 | UCR Highlanders | 29  | 29  | 33,9 | 48,6 | 39,4 | 77,1 | 4,4 | 4,2 | 0,9 | 0,1 | 18,3 |
| 2023-2024 | Florida Gators  | 33  | 27  | 33,5 | 44,4 | 44,9 | 84,7 | 3,9 | 4,9 | 0,9 | 0,1 | 15,5 |
| Carriera  | Carriera        | 142 | 104 | 30,0 | 46,0 | 37,8 | 79,0 | 4,1 | 3,9 | 0,7 | 0,1 | 12,8 |

### NBA

#### Regular Season
| Anno      | Squadra           | PG | PT | MP  | TC% | 3P% | TL% | RP  | AP  | PRP | SP  | PP  |
| --------- | ----------------- | -- | -- | --- | --- | --- | --- | --- | --- | --- | --- | --- |
| 2024-2025 | Memphis Grizzlies | 3  | 0  | 1,0 | 0,0 | -   | -   | 0,0 | 0,0 | 0,0 | 0,0 | 0,0 |
| Carriera  | Carriera          | 3  | 0  | 1,0 | 0,0 | -   | -   | 0,0 | 0,0 | 0,0 | 0,0 | 0,0 |

### G League
| Anno      | Squadra           | PG | PT | MP   | TC%  | 3P%  | TL%  | RP  | AP  | PRP | SP  | PP   |
| --------- | ----------------- | -- | -- | ---- | ---- | ---- | ---- | --- | --- | --- | --- | ---- |
| 2024-2025 | S. Falls Skyforce | 23 | 11 | 26,5 | 50,5 | 38,2 | 75,0 | 4,8 | 4,0 | 1,0 | 0,2 | 13,1 |
| 2024-2025 | Memphis Hustle    | 11 | 11 | 33,3 | 51,3 | 29,4 | 77,4 | 4,3 | 5,6 | 1,5 | 0,4 | 18,8 |
| Carriera  | Carriera          | 34 | 22 | 28,7 | 50,8 | 34,8 | 75,8 | 4,6 | 4,6 | 1,2 | 0,3 | 15,0 |